# Miagrammopes fasciatus
Miagrammopes fasciatus är en spindelart som beskrevs av William Joseph Rainbow 1916. Miagrammopes fasciatus ingår i släktet Miagrammopes och familjen krusnätsspindlar.
Artens utbredningsområde är Queensland. Inga underarter finns listade i Catalogue of Life.